# Sint-Annakapel (Brussegem)

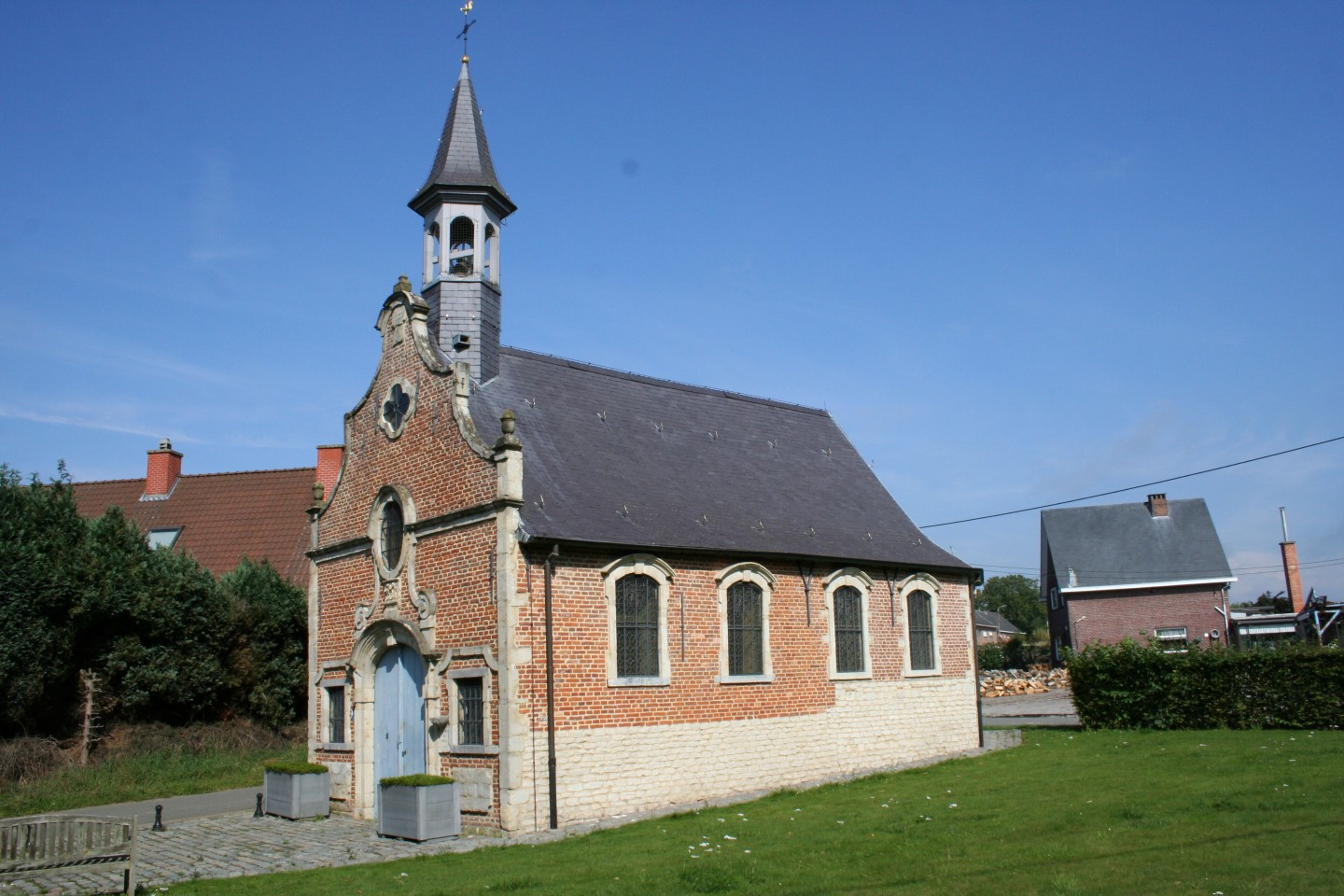
Sint-Annakapel

De Sint-Annakapel is een kapel in de tot de Vlaams-Brabantse gemeente Merchtem behorende plaats Brussegem, gelegen aan de Bollestraat 2.

## Geschiedenis
De geschiedenis van de Sint-Annakapel voert terug tot de middeleeuwen. Deze werd echter in het 4e kwart van de 16e eeuw verwoest. In 1604 werd een nieuwe, houten, kapel gebouwd. In 1639 werd deze door een stenen kapel vervangen. In 1670 werd de kapel vergroot en omstreeks 1700 volgde mogelijk volledige herbouw, waarbij ook de barokke voorgevel tot stand kwam. Vermoedelijk was de Abdij van Grimbergen bij deze bouwfase betrokken want het wapenschild van de toenmalige abt van deze abdij werd in deze voorgevel opgenomen.
In 1721-1722 werd onder meer een nieuw altaar en een doksaal geplaatst. In 1782 werd de kapel vergroot. Het huidige altaar is uit het 3e kwart van de 18e eeuw en bevat rococo stijlelementen.
In de loop van de 19e en 20e eeuw werden een aantal herstellingen uitgevoerd. In 2001-2008 werd opnieuw een restauratie uitgevoerd.

## Gebouw
Het betreft een eenbeukig bakstenen bedehuis met driezijdig afgesloten koor. Boven de barokke voorgevel werd een houten dakruiter aangebracht. De plint en de versieringen zijn in Lediaanse steen uitgevoerd. De zijgevels hebben steekboogvensters.
In de kapel was vroeger een verguld en gepolychromeerd beeld van Sint-Anna-te-drieën aanwezig. Er is nog een houten beeld van omstreeks 1700 in volkskunst voorstellende Jezus tussen Sint-Anna en Maria.